# Đông Dương (xã)
Đông Dương là một xã thuộc huyện Đông Hưng, tỉnh Thái Bình, Việt Nam.

## Diện tích và dân số
Xã Đông Dương có diện tích 2,32 km². Theo Tổng điều tra dân số năm 1999, xã Đông Dương có số dân 2.933 người.

## Địa giới hành chính
Xã Đông Dương nằm ở phía nam của huyện Đông Hưng.
- Phía đông giáp xã Đông Xuân, huyện Đông Hưng và xã Đông Mỹ, thành phố Thái Bình;
- Phía nam giáp xã Đông Thọ, thành phố Thái Bình;
- Phía tây giáp xã Tân Phong, huyện Vũ Thư (ranh giới tự nhiên là sông Trà Lý);
- Phía bắc giáp các xã Trọng Quan và Đông Quang, huyện Đông Hưng.
- Xã Đông Dương được chia làm 8 xóm với 4 thôn là: Cầu Thượng, Phương Đài, Phương Cúc,Thượng Đạt